# Das Fräulein von Scuderi
Das Fräulein von Scuderi ist eine 1819 veröffentlichte Erzählung von E. T. A. Hoffmann und gilt als erste deutsche Kriminalnovelle. Sie handelt von der Aufklärung einer rätselhaften Mordserie im Paris zur Zeit König Ludwigs XIV. durch eine nach dem Vorbild der französischen Schriftstellerin Madeleine de Scudéry (1607–1701) gestaltete Hofdame.
Die Erzählung erschien erstmals im September 1819 im Taschenbuch für das Jahr 1820. Der Liebe und Freundschaft gewidmet. Ein unautorisierter Nachdruck erfolgte noch im selben Herbst im Wiener Unterhaltungsblatt Der Sammler. 1820 fand sie Aufnahme in den dritten von vier Bänden des Zyklus Die Serapionsbrüder, den Hoffmann zwischen 1819 und 1821 publizierte. In den folgenden fünf Jahrzehnten kamen allein im deutschsprachigen Raum fast 20 weitere Veröffentlichungen hinzu.

## Handlung
Hoffmanns Novelle spielt im Herbst des Jahres 1680. Zu dieser Zeit geschehen in Paris viele Morde, deren Opfer durch einen Dolchstich mitten ins Herz getötet werden. Alle folgen dem gleichen Prinzip: Immer sind die Opfer adlige Männer, die mit einem Schmuckgeschenk auf dem Weg zu ihrer Geliebten sind, und immer wird dieses Schmuckstück gestohlen. König Ludwig XIV. erzählt dem Fräulein von Scuderi davon, einer angesehenen, 73-jährigen Dichterin, die an seinem Hof lebt. Sie quittiert die Angelegenheit leichthin mit dem Bonmot « Un amant qui craint les voleurs, n’est point digne d’amour » („Ein Liebhaber, der Diebe fürchtet, ist der Liebe nicht würdig“), was den amüsierten König veranlasst, die Ermittlungen nicht weiter zu verschärfen, auch weil es kurz zuvor in einer anderen Mordserie zu überzogenen Verfolgungen gekommen ist, infolge derer auch Unschuldige hingerichtet wurden.
Daraufhin bringt eines Nachts ein junger Mann ein Kästchen mit wertvollem Schmuck (Halskette und Armbänder) zu Fräulein von Scuderi. Im Kästchen befindet sich ein kurzer Brief, in dem sich der unbekannte Mörder bei der Scuderi dafür bedankt, dass sie sich mit ihrem Bonmot gegen die Aufstockung der Polizeikräfte ausgesprochen habe. Das Fräulein ist bestürzt über die ungewollte Wirkung, die ihr verbaler Scherz bei dem Verbrecher ausgelöst hat, und bittet ihre Freundin Marquise de Maintenon, die Maitresse des Königs, um Hilfe. Diese erkennt sofort, dass das kunstvolle Geschmeide in dem Kästchen nur von René Cardillac, dem angesehensten Goldschmied jener Zeit, stammen könne. Dieser wird herbeigerufen, bestätigt die Vermutung, fällt vor der Scuderi auf die Knie und bittet sie, den Schmuck als Zeichen seiner tiefen Verehrung zu behalten: Er habe bei seinen Arbeiten immer nur an sie gedacht. Leidenschaftlich küsst er „der Scuderi den Rock – die Hände – stöhnte – seufzte – schluchzte – sprang auf – rannte, wie unsinnig, Sessel, Tische umstürzend, daß Porzellan, Gläser zusammenklirrten, in toller Hast von dannen“.
Als sie mehrere Monate danach durch Paris fährt, übergibt derselbe verstörte Jüngling, der vorher die Botschaft des Mörders und das Schmuckkästchen überbracht hat, dem Fräulein einen Zettel mit der dringenden Bitte, den Schmuck binnen zweier Tage zu Cardillac zurückzubringen – andernfalls werde sich der junge Bote in ihrem Hause umbringen.
Als sich die alte Dame am zweiten Tag mit dem Schmuck auf den Weg zu Cardillac macht, erfährt sie bei ihrer Ankunft, dass dessen Leichnam gerade weggebracht werde und ein junger Mann, Cardillacs Geselle Olivier Brusson, als dessen Mörder verhaftet worden sei. Sie kümmert sich um die Tochter des Mordopfers, Madelon, die allerdings auch die Geliebte des Mordverdächtigen ist, und will dem jungen Liebespaar helfen. Als sie jedoch den Häftling im Gefängnis besucht, muss sie erschrocken feststellen, dass Olivier niemand anderer ist als der junge Mann, der ihr einst das Schmuckkästchen und später die Zettelbotschaft überbracht hat. 
Olivier erhält schließlich das Recht, das Fräulein von Scuderi zu Hause zu besuchen, da er angekündigt hat, nur ihr die Wahrheit zu gestehen. Es stellt sich heraus, dass er der Sohn der ehemaligen Pflegetochter der Scuderi ist. Er erklärt ihr, dass René Cardillac der lang gesuchte Serienmörder sei. Dieser habe sich nie wirklich von seinen kunstvollen Schmuckstücken trennen können (s. u. Cardillac-Syndrom) und sich diese daher nach dem Verkauf mit Hilfe seiner Raubmorde auf blutige Weise zurückgeholt. Olivier habe ihn selbst einmal bei einem seiner Verbrechen beobachtet, der Polizei aber, aus Sorge, Madelons Bild von ihrem Vater zu zerstören und ihr gemeinsames Glück zu gefährden, nichts davon verraten. Bei seinem letzten Mordanschlag sei Cardillac schließlich von einem Adligen in Notwehr getötet worden. Dieser sei, weil er nicht in die Mordserie verwickelt werden wollte, geflohen, und Olivier habe dann Cardillacs Leiche ins Haus gebracht, sei dabei entdeckt worden und deswegen nun des Mordes verdächtig. Die Wahrheit will er aber niemand anderem als der Scuderi verraten, da er lieber sterben will, als Madelons Bild von ihrem Vater zu zerstören.
Nachdem sich der Graf von Miossens, der Adlige, den Cardillac zuletzt überfallen hat, bei der Scuderi gemeldet und die Aussagen Oliviers durch sein Geständnis gestützt hat, zögern das Gericht, die Chambre ardente und Richter La Regnie jedoch immer noch, Olivier auf freien Fuß zu setzen. Letztlich werden sie nur dank des Einsatzes der Scuderi beim König von dessen Unschuld überzeugt. Madelon und Olivier heiraten, müssen aber Paris auf Wunsch des Königs verlassen – die schöne Madelon erinnert den König zu sehr an seine eigene frühere Geliebte – und ziehen nach Genf, Oliviers ursprünglichem Heimatort.

## Entstehungsgeschichte
E. T. A. Hoffmanns Novelle Das Fräulein von Scuderi gehört zu einer Sammlung von 19 Erzählungen, Novellen und Märchen, die 1819–1821 in vier Bänden unter dem Titel Die Serapionsbrüder in Berlin erschien. Am Tag des heiligen Serapion, am 14. November 1818, trafen Hoffmann und seine Schriftstellerfreunde nach langjähriger Pause wieder zusammen (Adelbert von Chamisso war von einer dreijährigen Weltreise zurückgekehrt). Dieses Ereignis inspirierte E. T. A. Hoffmann zum Titel und zur Fertigstellung seiner Sammlung. Die Serapionsbrüder tragen sich gegenseitig die Geschichten vor.
Die Ereignisse um Das Fräulein von Scuderi gehen auf historische Vorgänge zurück, über die Voltaire in seinem Siècle de Louis XIV und Johann Christoph Wagenseil in seiner Chronik der Stadt Nürnberg berichten. Als Hintergrund dienen auch die Fälle der Marquise de Brinvilliers und der Catherine Monvoisin in der Giftaffäre, die Hoffmann als Jurist aus dem Pitaval kannte. Die romantisch-realistische Erzählung erschien 1819 zuerst im Taschenbuch für das Jahr 1820. Der Liebe und Freundschaft gewidmet.

## Verfilmungen
- 1919: Das Fräulein von Scuderi – Regie: Gottfried Hacker, Karl Frey
- 1930: Juwelen – (Österreich) – Regie: Hans Brückner
- 1950: Die tödlichen Träume – Regie: Paul Martin
- 1955: Das Fräulein von Scuderi – Regie: Eugen York
- 1968: Cardillac – Regie: Edgar Reitz
- 1976: Das Fräulein von Scuderi (ZDF) – Regie: Lutz Büscher

## Hörspiele
- 1956: Regie: Wilhelm Semmelroth, mit Ida Ehre, Wera Peterson, Walter Schmidinger, Hannes Messemer, Romuald Pekny. Produktion: WDR – 72 Minuten
- 1965: Regie: Edmund Steinberger, mit Lina Carstens, Herbert Kroll, Fritz Straßner, Hans Michael Rehberg, Horst Tappert. Produktion: BR – 100 Minuten
- 1987: Regie: Christian Lichtenberg, mit Paul Hoffmann, Hilde Mikulicz, Karl Walter Diess, Helmut Janatsch, Karl-Michael Vogler. Produktion: ORF – 60 Minuten

## Vertonung
- 1926: Cardillac, Oper von Paul Hindemith

## Theater
- 2009: Scuderi, ein „RockMusikTheater“ von den Bananafishbones und Gil Mehmert – Uraufführung 18. April 2009: Schauburg (München) Regie: Gil Mehmert.
- 2012: Das Fräulein von S. Ballett in drei Akten des Stuttgarter Balletts – Uraufführung 10. Februar 2012; Choreografie: Christian Spuck; Musik von Robert Schumann, Martin Donner, Philip Glass und Michael Torke; Spieldauer: rund 90 Minuten.[2]